# US Open 2009/Quaddoppel
Das Quaddoppel (Rollstuhl) der US Open 2009 war Teil der Rollstuhltenniswettbewerbe in New York City vom 10. bis zum 13. September.
Sieger der letzten Austragung 2007 waren Nick Taylor und David Wagner.

## Ergebnisse
Zeichenerklärung
- Q = Qualifikant
- WC = Wildcard
- LL = Lucky Loser
- ITF = qualifiziert über ITF-Ranking
- ALT = alternate (Ersatz)
- PR = Protected Ranking
- SE = Special Exempt
- r = retired (Aufgabe)
- d = Disqualifikation
- w.o. = walkover
- [ ] = Match-Tie-Break

|  | Finale |                               |   |    |   |
|  |        |                               |   |    |   |
|  | 1      | Nick Taylor David Wagner      | 6 | 65 | 6 |
|  | 2      | Johan Andersson Peter Norfolk | 1 | 7  | 3 |
|  |        |                               |   |    |   |